# Енріке Алмейда
Енріке Алмейда Кайшета Насентес (порт. Henrique Almeida Caixeta Nascentes, нар. 27 травня 1991, Бразиліа) — бразильський футболіст, нападник клубу «Америка Мінейру».
Один за найперспективніших бразильських нападників початку 2010-х, найкращий гравець молодіжного чемпіонату світу 2011 року.

## Клубна кар'єра
Народився 27 травня 1991 року в місті Бразиліа. Вихованець футбольної школи клубу «Сан-Паулу». Дорослу футбольну кар'єру розпочав 2009 року в основній команді того ж клубу.
Протягом 2010–2011 років грав в оренді за «Віторію» (Салвадор), після чого повернувся до «Сан-Паулу», де почав вже отримувати значно більше ігрового часу. Після тріумфального виступу на молодіжному чемпіонаті світу 2011 зацікавив представників низки європейських клубів. На початку 2012 року було домовлено про перехід гравця до англійського «Квінз Парк Рейнджерс», який, утім, не відбувся через відмову у дозволі на роботу у Великій Британії.
Натомість наприкінці січня того ж 2012 року нападник на правах оренди перебрався до іспанської «Гранади». Орендна угода була розрахована на півтора роки і передбачала право викупу гравця за 6 мільйонів євро. Однак у Європі заграти в Енріке не вийшло і, провівши лише 6 матчів у Ла-Лізі, він повернувся на батьківщину, де на правах оренди продовжив виступи у команді «Спорт Ресіфі».
2013 року половину прав на гравця придбав «Ботафогу», у команді якого Енріке також не закріпився. Натомість віддавався в оренду до команд «Баїя» і «Корітіба»
2016 року уклав чотирирічний контракт із «Греміо». Протягом дії цього контракту встиг пограти в оренді за ту ж «Корітібу», турецький «Гіресунспор», португальський «Белененсеш», а також за «Шапекоенсе».
Протягом 2002—2021 років був гравцем команд «Гояс» та «Шапекоенсе», а 2022 року приєднався до «Америка Мінейру».

## Виступи за збірні
2009 року дебютував у складі юнацької збірної Бразилії (U-18), наступного року грав за збірну 19-річних.
Зірковий час для гравця настав 2011 року, коли він у складі молодіжної збірної Бразилії був учасником тогорічної молодіжної першості. На турнірі Енріке відзначився п'ятьма голами, розділивши з Александром Ляказеттом та Альваро Васкесом титул найкращого бомбардира турніру. Зокрема він став автором «дубля» у ворота команди Мексики у півфінальній грі, який приніс бразильцям перемогу і вихід до фіналу змагання, де вони здолали у додатковий час однолітків з Португалії, ставши переможцями турніру. Особисти внесок Енріке у цей тріумф був відзначений визнанням його найкращим гравцем чемпіонату.
Загалом на молодіжному рівні зіграв у 22 офіційних матчах, забив 12 голів.

## Титули і досягнення

### Командні
- Чемпіон світу (U-20) (1):

Бразилія U-20: 2011
- Чемпіон Південної Америки (U-20) (1):

Бразилія U-20: 2011
- Переможець Ліги Каріока (1):

«Ботафогу»: 2013
- Володар Кубка Бразилії (1):

«Греміо»: 2016

### Особисті
- Найкращий бомбардир молодіжного чемпіонату світу: 2011 (5 голів)
- Найкращий гравець молодіжного чемпіонату світу: 2011